# Liste von Schiffen mit dem Namen Seeadler
Seeadler ist ein mehrfach genutzter Name von Schiffen. Er leitet sich von der Vogelgattung der Seeadler ab.

## Schiffsliste
| Bezeichnung                                 | Schiffsart                          | Klasse / Typ     | Baujahr | Bauwerft                                | Eigner                                                   | Dienstzeit | Verbleib | Bild |
| ------------------------------------------- | ----------------------------------- | ---------------- | ------- | --------------------------------------- | -------------------------------------------------------- | ---------- | --- | ---- |
| Seeadler                                    | Hilfskreuzer                        |                  | 1888    | Robert Duncan and Company, Port Glasgow | Kaiserliche Marine                                       | 1916–1917  | Am 2. August 1917 gestrandet                                                                                      |      |
| Seeadler                                    | Kleiner Kreuzer                     | Bussard-Klasse   | 1892    | Kaiserliche Werft, Danzig               | Kaiserliche Marine                                       | 1892–1914  | 1917 explodiert                                                                                                   |      |
| Seeadler, ab 1925 Seewolf, dann Dom Enrique | Seebäderschiff und Hochseeschlepper |                  | 1897    | Seebeck                                 | Norddeutscher Lloyd, ab 1925 Schuchmann                  | 1897–1935  | 1935 gesunken |      |
| Seeadler                                    | Torpedoboot                         | Torpedoboot 1923 | 1926    | Reichsmarinewerft, Wilhelmshaven        | Reichsmarine / Kriegsmarine                              | 1927–1942  | Am 13. Mai 1942 versenkt                                                                                          |      |
| Seeadler                                    | Fahrgastschiff                      |                  | 1929    | Schiffswerft Clausen, Oberwinter        | Kurpfalz Personenschifffahrt                             |            | ab 1954 als Regia Wimpina auf dem Neckar, seit 1997 als Kurpfalz in Ludwigshafen/Mannheim, steht 2022 zum Verkauf |      |
| Seeadler                                    | Schnellboot                         | Jaguar-Klasse    |         |                                         | Bundesmarine                                             | 1958–1976  | An die griechische Marine abgegeben, dort bis 2004 im Dienst                                                      |      |
| Seeadler                                    | Tagesausflugsschiff                 |                  | 1964    |                                         | Halligreederei Heinrich von Holdt, Ockholm               | 1964       | |      |
| Seeadler                                    | Schnellboot                         | Albatros-Klasse  |         |                                         | Bundes-/Deutsche Marine                                  | 1977–2005  | An die tunesische Marine abgegeben, dort als Hannibal in Dienst                                                   |      |
| Seeadler                                    | Schnellboot                         | Pacific-Klasse   | 1988    | Tenix, Australien                       | Papua New Guinea Defence Force                           |            | in Dienst |      |
| Seeadler                                    | Seezeichenmotorschiff               | BL 20-Klasse     | 1998    | Fassmer, Berne                          | Bundesministerium für Verkehr und digitale Infrastruktur | 1998       | |      |
| Seeadler                                    | Fischereischutzschiff               | Seeadler-Klasse  | 1999    | Peene-Werft, Wolgast                    | Bundesministerium für Ernährung und Landwirtschaft       | 2000       | |      |